# Uppsalaslätten
Uppsalaslätten kallas den slätt som omger tätorten Uppsala.
Slätten är sedan urminnes tider omtalad för sin bördiga jordbruksmark, detta då slätten till stor del är näringsrik före detta sjöbotten och en tidigare fjärd av Mälaren som med tiden försvunnit på grund av landhöjningen, men även för att den är lågt belägen, vilket ger ett gynnsamt klimat. I takt med att Uppsala, som är den största orten på slätten, växt har dock jordbruket fått minskad betydelse, men en stor del används fortfarande för odling och betesmark, speciellt söder om tätorten.
I och med att slätten till stor del är gammal sjöbotten är landskapet väldigt platt med få variationer i terrängen.